# 326 Tamara
326 Tamara este un asteroid din centura principală, descoperit pe 19 martie 1892, de Johann Palisa.